# Станисавлевич, Александар (1998)
Алекса́ндар Станиса́влевич (серб. Александар Станисављевић; 27 января 1998, Лесковац, СР Югославия) — сербский и российский футболист, защитник.

## Карьера
Воспитанник московского ЦСКА. С 2015 года выступал за команду в молодёжном первенстве, где провёл 3 сезона и сыграл 61 матч. В мае 2018 года покинул клуб в связи с истечением контракта и перешёл в болгарскую «Славию». 29 июля того же года дебютировал за «Славию» в чемпионате Болгарии, отыграв весь матч против «Локомотива» (Пловдив).
Летом 2021 года вернулся в Россию, подписав контракт на один год с футбольным клубом «Томь».